# انگلیسی فصیح

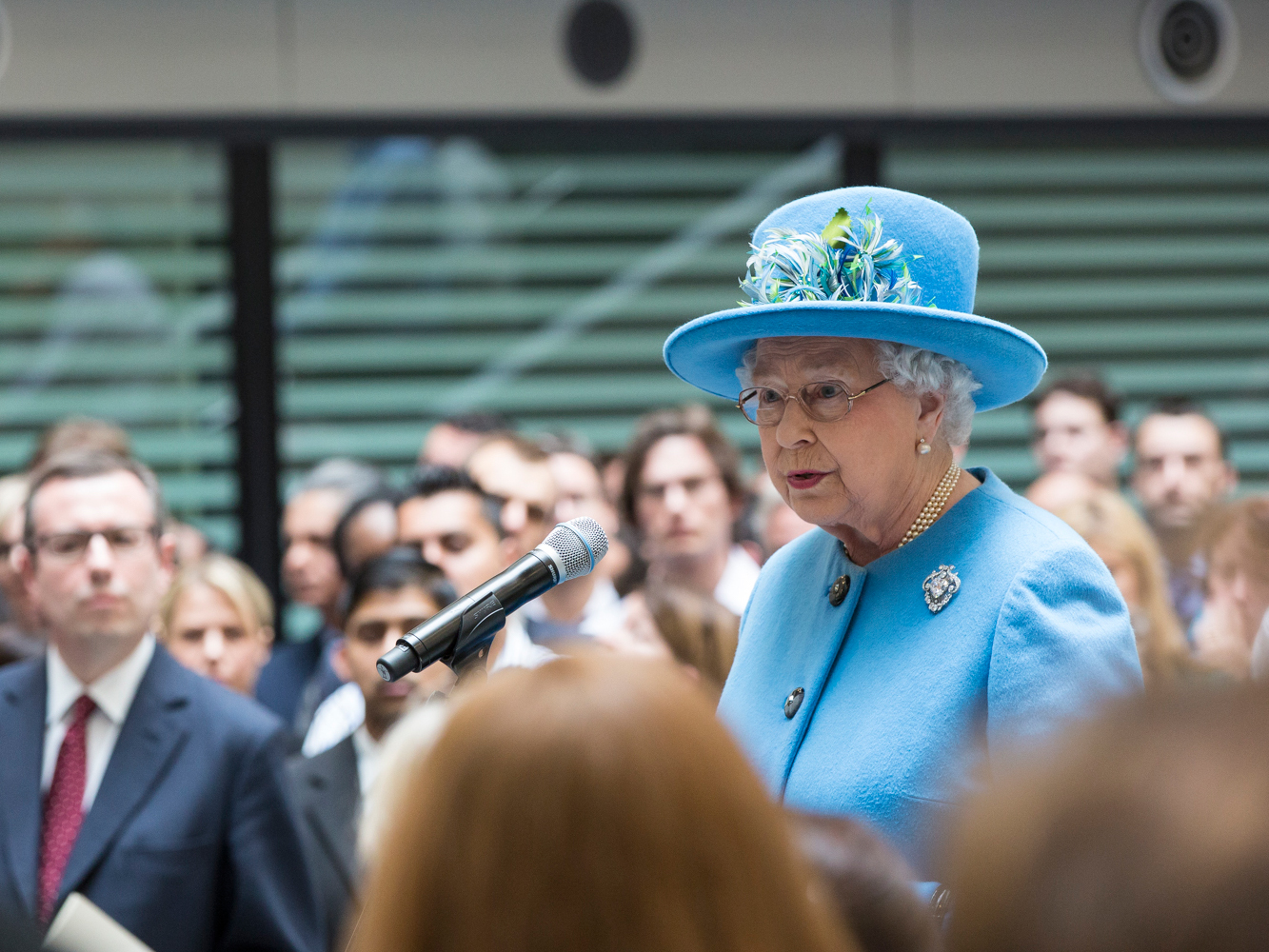
الیزابت دوم در حال سخنرانی (۲۰۱۵ میلادی)

لهجه فصیح یا تلفظ دریافت‌شده (به انگلیسی: Received Pronunciation (RP)) که به آن انگلیسی ملکه یا انگلیسی پادشاه نیز گفته می‌شود، گونه استاندارد زبان انگلیسی در انگلستان است. گاهی به این گونه، «انگلیسی آکسفورد» یا «انگلیسی بی‌بی‌سی» نیز گفته می‌شود، زیرا این نهادها، نهادهای رسمی ترویج‌کننده این گونه هستند. عوامل جامعه‌شناختی باعث شده‌است این گونه از زبان انگلیسی، جایگاه برجسته‌تری نسبت به سایر گونه‌ها داشته باشد. از اوایل تا اواسط قرن بیستم، این گونه متعلق به افراد دارای نفوذ، قدرت و ثروت بود، اما از دهه ۱۹۶۰ به بعد، سایر گونه‌های زبان انگلیسی نیز در آموزش و پرورش و همچنین رسانه‌ها به کار گرفته شدند.